# Вавилон (театр)
Театр «Вавилон» — народний аматорський театр із міста Києва.

## Історія
Перший виступ колективу відбувся 13 грудня 2001 року у Музеї видатних діячів української культури, де була представлена літературно-музична композиція та уривки з комедії «За двома зайцями».
У 2009 році колективу було присвоєно звання «Народний аматорський колектив».
Беззмінним художнім керівником та режисером театру є професор кафедри української літератури,  заслужений діяч мистецтв Українського державного університету імені М.Драгоманова Ірина Савченко. З 2009 року режисером «Вавилону» працює Альона Миколаївна Шашко.
«Вавилон» є організатором фестивалю-конкурсу шкільних самодіяльних театрів «Перевтілення», фестиваль вертепів «Різдвяна зірка», Всеукраїнського  фестивалю-конкурсу поезії «Віршоманія»
На меті театру — надати можливість творчій молоді розкрити і реалізувати свій мистецький потенціал; популяризація найкращих творів української  та світової драматургії; навчання ораторської та акторської майстерності; розвиток організаційних та волонтерських навичок у роботі щодо організації та проведення театральних фестивалів.
В активному репертуарі театру 7 вистав: «Ромео і Жасмин»,  «Чернетки», «Кароль»,, «Привіт, Малий!», «Сім дочок Саватія Гуски», "Талісман (Снайперка)", "Історії з чату"

## Репертуар
- «Хулій Хурина» за п'єсою Миколи Куліша
- «Мина Мазайло» за п'єсою Микола Куліша
- «Сім дочок Саватія Гуски» за п'єсою «Отак загинув Гуска» Микола Куліша
- «Людина і зброя» театральна версія роману Олеся Гончара
- «Маруся Чурай» роман у віршах Ліни Костенко
- «Тарас» драматичної поеми Я.Стельмаха
- «Місяцелік» етнографічна вистава
- театральні постановки поем Т.Шевченка «Кавказ», «Сон», «Великий льох»;
- «Кольорові сни Їжачка в тумані»; реж. В.Федоров та В.Любота (спільний проєкт із театром «Паростки» )[1]
- «Чернетки» за однойменною збіркою новел Х.Монастирської
- «…І все-таки я тебе зраджу» Неди Нежданої
- «Ромео і Жасмин» Олександра Гавроша (перша постановка п'єси )
- «Нас було шестеро…» за п'єсою «Планета Сперанта» О.Коломійця
- «Повернення у нікуди» за п'єсою Лесі Демської
- «Голгофа» за п'єсою «Сім кроків до Голгофи» О.Гончарова
- «Зачаровані потвори» за п'єсою С.Щученка
- «Героїня помирає в першім акті» за п'єсою Л. Коваленко
- «Кароль» за п'єсою С.Мрожека
- «Фізіологія» за п'єсою «Рот» М.Білана
- «#НеВовки» за п'єсою «Вовки-лебеді чи Вовки та щастя» М.Білана
- «Свято Зірки» за п'єсою Н.Симчич
- «Катрін» за  п'єсою О.Гончарова
- «Під прицілом тиші» за п'єсою Олександра Вітра
- 2018, 26 червня — «Привіт, Малий!» за п'єсою «Собача будка» Марини Смілянець
- "Снайперка" за п"єсою "Талісман (Снайперка) О.Гончарова
- "Історії з чату" (документальна вистава), авторська - прем'єра 19/12/2023
- "Сумний янгол" за п"єсою О.Гончарова - прем"єра 28/03/2024
- "Ми, Європа: бенкет народів. Крик із Києва!" Лоран Годе - прем'єра  23,24/05/2024 (Київ) [2][3], 06/06/2024 (Париж)
- Театрально-поетична композиція до дня народження Олени Пчілки - 28/11/2024
- "Комаха" за п'єсою Лени Кудаєвої - прем'єра 03/12/2024
- "Мийники вікон" (за однойменною п'єсою Олександра Вітра) - прем'єра 19/12/2024

## Гастролі та фестивалі
- 2008 — VIII Всеукраїнський фестиваль студентської художньої творчості «Весняна хвиля-2008» — перемога у номінації «Створення сценічної форми» («Великий льох» за Т.Шевченком)
- 2008 — VII міжнародний інтеграційний театральний фестиваль «Сонячна хвиля» — участь вистави «Кольорові сни Їжачка в тумані», реж. В.Федоров та В.Любота (спільна робота із театром «Паростки»)
- 2008 — Фестиваль творчості «Генії і таланти» — перемога у номінації «Театральне мистецтво» (вистава «Чернетки»)
- 2009 — III Всеукраїнський фестиваль вертепів «Карпатія» у м. Івано-Франківськ; І Міжнародний фестиваль-конкурс аматорських театрів «Vivus Fabula» у м. Києві.
- 2010 — IV Всеукраїнський фестиваль вертепів «Карпатія» у м. Яремче; Х Всеукраїнський фестиваль аматорських театрів «Театральний форум» у м. Ірпінь (1 місце з виставою «Ромео і Жасмин»); фестиваль «Київська театральна весна» (Найкраща вистава-2010 — «Ромео і Жасмин»); студентський фестиваль-конкурс вертепів «Різдвяна зірка» у м. Київ (Гран-прі фестивалю, номінація «Найкращий янгол»).
- 2011 — VI міжнародний еротичний артфестиваль «Березневі коти» у м. Ужгород (вистава «Ромео і Жасмин»); XIX міжнародний фестиваль молодіжних театрів «Рампа» у м. Дніпропетровськ, де представляли виставу «Ромео і Жасмин» та здобули перемогу у номінації «Найкраща чоловіча роль першого плану»; фестиваль «Київська театральна весна» (Найкраща вистава-2011 — «Блаженний острів Саватія Гуски», Найкраще образно-пластичне вирішення вистави — «Повернення у нікуди», Найкращий актор-2011, Найкраща чоловіча роль першого плану, Найкраща жіноча роль другого плану); VIII міжнародний фестиваль студентських театрів «Тэатральны Куфар», м. Мінськ (вистава «Повернення у нікуди»).
- 2012 — ІІІ студентський фестиваль-конкурс вертепів «Різдвяна зірка» у м. Київ; І Всеукраїнський відкритий молодіжний театральний фестиваль «ArtEast-2012» у м. Луганськ (номінація «Надія фестивалю» — вистава «Повернення у нікуди»); IV Міжнародний Молодіжний Театральний Фестиваль «ПРОСТІР» у м. Чернігів (перемога у номінаціях «Найкраща режисура» та «Найкраща сценографія» — вистава «Повернення у нікуди»); VI Незалежний Інтерактивний Фестиваль «Німфа», театр «Дивний замок» у м. Київ (вистава «Повернення у нікуди»); фестиваль «Київська театральна весна» (Найкращий акторський ансамбль — «Хулій Хурина», Найкраще музичне рішення вистави — «Нас було шестеро…», Найкраща сценічна мова — «Нас було шестеро…», Найкращий актор-2012, Найкраща актриса-2012); VIII Міжнародний фестиваль молодіжних театрів «Південні маски» (1 місце, золота маска фестивалю — вистава «Повернення у нікуди»); Всеукраїнський фестиваль-конкурс «Осінні зорі» (1 місце з літературною композицією «Квітка Цінандалі» Р.Чілачави); Міжнародний конкурс-фестиваль мистецтв «Палаюча зірка» (1 місце з літературною композицією «Квітка Цінандалі» Р.Чілачави).
- 2013 — ІХ Міжнародний фестиваль молодіжних театрів «Південні маски» (2 місце, срібна маска фестивалю, Приз глядацьких симпатій, номінація «Найкраще музичне оформлення» — вистава «Зачаровані потвори»); участь у Театральному ярмарку Мультидисциплінарного міжнародного фестивалю сучасного мистецтва «Гогольфест»; Перший міжнародний фестиваль «JoyFest» (номінація «Пластичне вирішення» — вистава «Голгофа»); VII Міжнародний театральний фестиваль «ЛіхтArt» (номінація «Найкраще музичне та пластичне втілення»)
- 2014 — «Театральний форум 2014», Міжнародний фестиваль-конкурс мистецтв «Підкори сцену»
- 2015 — «Театральний форум 2015», Восьмий міжнародний театральний фестиваль «ЛіхтArt», Перший Всеукраїнський фестиваль-конкурс «Бориславський фестиваль вистав», Десятий Міжнародний фестиваль молодіжних театрів «Південні маски»(І місце – золота маска вистава "Кароль", «Краща жіноча роль»)
- 2016 — Четвертий Міжнародний благодійний фестиваль казок «KAZ.KAR», «Київська театральна весна 2016»
- 2017 - Міжнародний фестиваль "Понтійська арена" (І місце - вистава "Кароль"), ІІ Відкритий  фестиваль-конкурс аматорських театральних колективів «Комора», 17 Всеукраїнський фестиваль аматорських театрів та цирку "Театральний форум" (диплом ІІ ступеня - вистава "Катрін"),  І Всеукраїнський відкритий театральний фестиваль "Імпреза над Латорицею" ( вистава "Катрін" - Особливі відзнаки журі Н.Телега, О.Бордунов).
- 2018 - Третій відкритий фестиваль аматорських театрів імені В.К.Гужви "В кулісах душі 2018" смт Пісочин, Харківська область.Вистава "Ромео і Жасмин" (- диплом у номінації "Вистава, що зігріла душу", диплом за акторську гру - Дмитро Сотніченко, виконавець ролі Ромео, диплом за акторську гру - Анастасія Кирилюк, виконавиця ролі Жасмин,диплом "Найкраща епізодична роль" - Антон Прасоленко, виконавець ролі Півня.); ІІІ Міжнародний фестиваль аматорського мистецтва "Санич" м.Чернігів, вистава "#НеВовки" (диплом за кращий театральний експеримент,  диплом за актуальність теми постановки, диплом у номінації "Королева епізоду" - Наталя Телега за роль Четвертого.); XIII міський театральний фестиваль-конкурс аматорських театральних колективів "Київська театральна весна", вистава "#НеВовки" та "Під прицілом тиші";  ХХІІІ Всеукраїнський фестиваль театрального мистецтва «Від Гіпаніса до Борисфена-2018» вистава "Привіт, Малий!"; Всеукраїнський фестиваль-конкурс "Під маскою легенд" м.Чернігів (жовтень) вистава "Голгофа" (диплом за кращу режисуру,  за краще пластичне рішення, диплом за кращу акторську гру -Наталя Телега, диплом за кращу роль другого плану - Вікторія Омельчук);  18 Всеукраїнський фестиваль аматорських театрів "Театральний форум" м. Ірпінь, жовтень (диплом ІІ ступеня - вистава "Привіт, Малий!", "Краща чоловіча роль" - Дмитро Мацюк, "Король епізоду" - Олексій Чухліб, "Королева епізоду" - Марія Козир"), Чернігівський відкритий фестиваль аматорського мистецтва "Санич" м.Чернігів, грудень 2018 ( диплом І ступеня категорія "Дорослі",   диплом за актуальність теми постановки;диплом за пошук нових сучасних образотоворчих засобів;диплом за краще музичне вирішення;диплом за кращу жіночу роль - Даша Прищепа - за виконання ролі Віоли; диплом "Король епізоду" - Алексей Бордунов - виконання ролі Капелана.)
- 2019 - Міжнародний конкурс творчості ArtFestival,м.Чернігів, березень 2019. ( вистава #НеВовки - "Краща чоловіча роль" - Дмитро Сотніченко, "Краща чоловіча роль другого плану" - Наталя Телега, "Сценічне рішення" та "Актуальність драматургічного матеріал"); Четвертий відкритий фестиваль аматорських театрів імені В.К..Гужви "В кулісах душі", смт Пісочин, Харківська область, березень ( вистава #НеВовки -  диплом за "Творчий пошук сучасної сценічної мови", диплом "За дослідження екзистенційної проблематики"); міні-фестиваль "Нова п"єса", м.Київ, квітень (читка п"єси "Ніч Вовків"); Всеукраїнський фестиваль-конкурс мистецтв "Art Tavria Fest", м.Херсон, травень (вистава "Під прицілом тиші" - диплом 1 ступеня)
- 2020- Міжнародний конкурс "Літо!Море!Фестиваль" (м.Одеса), серпень  (вистава "Свято Зірки" - диплом 1 ступеня)
- 2021 - Третій Відкритий театр-фест "Персонажі" (м.Бердянськ), 22-28 березня, (вистава "Блаженний острів Саватія Гуски" - номінація "Популяризація класичної драматургії"); Міжнародний конкурс мистецтв "Новорічне диво 2021" (м.Чернігів) - лауреат 1-го ступеня (вистава "Свято Зірки")
- 2022 - Другий Міжнародний конкурс мистецтв "Новорічне диво"2022  (м.Чернігів) - лауреати 1-го ступеня (Руденко Іванна, Барабаш Богдана)
- 2023 — Четверний Міжнародний конкурс мистецтв "Art Festival" (м.Чернігів, березень) - лауреати 1-го ступеня  (Бевза Софія, Руденко Іванна,Горголь Аліна, Мальцева Ангеліна, Савченко Валентина, Ковалевська Олександра, Дунебабіна Ольга);Третій дистанцій міжуніверситетський фестиваль-конкурс аматорського мистецтва "Ф-Art" - лауреати 1-го ступеня (Горголь Аліна), лауреати 2-го ступеня (Богдана Барбаш, Софія Бевза, Ольга Дунебабіна,Іванна Руденко), лауреати 3-го ступеня (Олександра Ковалевська, Ангеліна Мальцева), номінація "За щирість виконання" - Валентина Савченко;Конкурс читців до 25-річчя кафедри режисури та акторської майстерності ім.н.а України Л.Хоролець (квітень, Київ) - Номінація «Читці-аматори» - І місце Іванна Руденко, ІІІ місце - Ангеліна Мальцева, Богдана Барабаш, LXVII Міжнародний фестиваль "Cool talents" 26 квітня 2023 -  лауреати 1-го ступеня Горголь Аліна, Савченко Валентина, Руденко Іванна, Дунебабіна Ольга; Всеукраїнський фестиваль театрального мистецтва "Від Гіпаніса до Борисфена" (м.Миколаїв) червень - диплом 2-го ступеня вистава "Кароль" - номінація "Молодіжний театр". ІХ театральний фестиваль "Комора" 21-24 вересня, м.Кам"янець-Подільський (Хмельницька область) - диплом 3-го ступеня, номінація "Кращий акторський ансамбль"  (вистава "Чернетки"); V Міжнародний конкурс "Під маскою легенд" (м.Чернігів), жовтень  - лауреати 1-го ступеня вистава "Чернетки", літературна композиція "Рви ворогів, тільки нерви не рви", "Ти не плач дитино" ; 07-08 жовтня показ вистави "Сім дочок Саватія Гуски" у м.Нетішин, Хмельникої області; ІІІ Міжнародний конкурс мистецтв "Музика осені" (м.Трускавець), листопад - лауреати 1-го ступеня Валентина Савченко, Ангеліна Мальцева. Четвертий всеукраїнський дистанційний фестиваль-конкурс поезії «ВіршоманІя: сила поезії», листопад - Номінація «Читці-декламатори: театрали» - Диплом ІІ ступеня Руденко Іванна, Рева Тетяна; Диплом ІІІ ступеня Барабаш Богдана;  Номінація «Авторська поезія» - Диплом І ступеня Ковалевська Олександра, Диплом ІІІ ступеня Гуйда Анна; номінація «Винна поезія» Муштенко Валерія; Всеукраїнський фестиваль-конкурс аматорського театрального мистецтва «Золота маска» (м.Нетішин, Хмельницька обл) 25/11-07/12 - ІІІ місце комедія абсурду "Кароль"; ІІІ Міжнародний конкурс "Новорічне диво"2023 ( грудень)-
- 2024 - ІV Міжнародний двотуровий фестиваль-конкурс мистецтв «Лютий Фест» (дистанційний) - лютий- номінація "Художнє читання" - "Рви ворогів. тільки нерви не рви" - Гран-прі, 1 місце - Богдана Барабаш «Тепер я буду твоїми очима», Савченко Ірина "ти не плач,дитино", 2 місце - "Привіт, Малий!" за п"єсою Марини Смілянець"Собача будка" ІV Всеукраїнський театр фест "Персонажі" (дистанційний) м.Бердянськ, Запорізька обл (березень) - Лауреат І ступеня вистава " Привіт,Малий!" номінація "Художнє читання" - лауреат І ступеня Валентна Савченко "Постукала в двері..." Колос",   лауреати ІІІ ступеня  "Т.Шевченко "Кавказ",  "Рви ворогів. тільки нерви не рви", Аліна Горголь "Бога немає", Олександра Ковалевська " Вона читає молитви", номінація "Мистецька надія" - Богдана Барабаш "Іздрик "W" "Questions", Анна Гуйда "Тільки-но місто заснуло" Всеукраїнський фестиваль "Шляхом мистецтва" (дистанційний) Київ, березень - лауреат І ступеня, номінація "театральне мистецтво" "Т.Шевченко "Кавказ", ІІІ ВСЕУКРАЇНСЬКИЙ ДВОТУРОВИЙ ФЕСТИВАЛЬ-КОНКУРС МИСТЕЦТВ "КРАЇНА КОБЗАРЯ" дистанційний, березень- лауреат І ступеня "Т.Шевченко "Кавказ";  III Міжнародний двотуровий фестиваль театрального мистецтва «ТеАрт» дистанційний, квітень- гран-прі вистава "Чернетки",   лауреат І ступеня "Т.Шевченко "Кавказ"; ХХ ювілейний Всеукраїнський фестиваль аматорських театрів "Театральний форум 2024" м.Гостомель, Київська область, 27.04.2024 - номінація "Студентські аматорські колективи" - лауреат І ступеня вистава "Сумний янгол";Всеукраїнський фестиваль "Шляхом мистецтва"  листопад 2024(дистанційний) : номінація "Театральне мистецтво"  - лауреат премії гран-прі Савченко Валентиналауреат І премії Ольга Дунебабіна,  Міжнародний театральний фествиаль "Мистецькі барви" (дистанційний) листопад 2024, номінація "театральний жанр" - лауреат премії гран-прі уривок з вистави "Кавказ", лауреат І премії Ольга Дунебабіна, лауреат ІІ премії Савченко Валентина, Всеукраїнський фестиваль "Шляхом мистецтва"  грудень 2024(дистанційний) : номінація "Художнє читання"  - лауреат премії гран-прі Коваленко Софія,лауреат ІІ премії Анна Ільченко, Горголь Аліна, лауреат І премії Іванна Руденко, Ковалевська Олександра, Барабаш Богдана
- 2025- IV Всеукраїнський двотуровий фестиваль-конкурс "Зимова легенда"  лютий 2025, (дистанційний) - І місце вистава "Мийники вікон";  IV Всеукраїнський двотуровий фестиваль-конкурс мистецтв «Країна Кобзаря» березень 2025 (дистанційний) номінація "Театральне мистецтво (художнє читання)" - лауреати І ступеня Софія Бевза, Андріана Герасим'як, Ангеліна Мальцева, Катерина Конєєва, Поліна Кєрдань.